# Associazione Calcio Savoia 1908 1985-1986
Questa voce raccoglie le informazioni riguardanti il Savoia nelle competizioni ufficiali della stagione 1985-1986.

## Stagione
La stagione 1985-1986 fu la 64ª stagione sportiva del Savoia.
Campionato Interregionale 1985-1986: 13º posto

## Divise e sponsor
Lo sponsor tecnico è Ennerre, mentre lo sponsor principale è Immobiliare Oplonti.
| Casa | Portiere |

## Organigramma societario
Area direttiva
- Presidente: carica vacante
- Vice presidente: Michele Gallo
- Amministratore unico: Pasquale Gallo
- Commissario straordinario: Giuseppe Sasso

Area organizzativa
- Segretario generale: Giuseppe Sasso

Area tecnica
- Allenatore: Dante Portelli poi Giancarlo Rodolfi poi Dante Portelli

## Rosa

Il Savoia 1985-1986 nella trasferta di Caivano del 2 febbraio 1986.

| N. |                   | Ruolo | Calciatore               |
| -- | ----------------- | ----- | ------------------------ |
|    | Italia (bandiera) | C     | Umberto Rivieccio        |
|    | Italia (bandiera) | P     | Mario Sulli              |
|    | Italia (bandiera) | D     | Alberto Ciucci           |
|    | Italia (bandiera) | D     | Catello Farriciello      |
|    | Italia (bandiera) | D     | Antonio Rumolo           |
|    | Italia (bandiera) | D     | Raffaele Scala           |
|    | Italia (bandiera) | D     | Mario Serratore          |
|    | Italia (bandiera) | D     | Giorgio Vesce (capitano) |
|    | Italia (bandiera) | C     | Salvatore Esposito       |
|    | Italia (bandiera) | C     | Paolo Milella            |
|    | Italia (bandiera) | C     | Aldo Raimondi            |

| N. |                   | Ruolo | Calciatore           |
| -- | ----------------- | ----- | -------------------- |
|    | Italia (bandiera) | A     | Mario Loffredo       |
|    | Italia (bandiera) | A     | Angelo Lubrano       |
|    | Italia (bandiera) | A     | Salvatore Sorrentino |
|    | Italia (bandiera) |       | Alessandro Barco     |
|    | Italia (bandiera) |       | Pasquale Brillante   |
|    | Italia (bandiera) |       | Luigi Cascella       |
|    | Italia (bandiera) |       | Aniello De Risi      |
|    | Italia (bandiera) |       | De Simone            |
|    | Italia (bandiera) |       | Francesco Nocca      |
|    | Italia (bandiera) |       | Francesco Tirrito    |

## Calciomercato
| Acquisti | Acquisti | Acquisti | Acquisti   |
| R.       | Nome     | da       | Modalità   |
| -------- | -------- | -------- | ---------- |
|          |          |          | definitivo |

| Cessioni | Cessioni | Cessioni | Cessioni   |
| R.       | Nome     | a        | Modalità   |
| -------- | -------- | -------- | ---------- |
|          |          |          | definitivo |

## Risultati

### Campionato Interregionale

#### Girone di andata
| Siderno 22 settembre 1985 1ª giornata | Siderno              | 0 – 0 | Savoia | \| Arbitro: \| Catania (Barcellona) \| |
| Arbitro:                              | Catania (Barcellona) |       |        |                                        |

| Torre Annunziata 29 settembre 1985 2ª giornata | Savoia                  | 2 – 1 | Pomigliano | Stadio Alfredo Giraud\| Arbitro: \| Testoni (Civitavecchia) \| |
| Arbitro:                                       | Testoni (Civitavecchia) |       |            |                                                                |

| Lamezia Terme 6 ottobre 1985 3ª giornata | Vigor Lamezia   | 2 – 1 | Savoia | Stadio Guido D'Ippolito\| Arbitro: \| Forte (Marsala) \| |
| Arbitro:                                 | Forte (Marsala) |       |        |                                                          |

| Torre Annunziata 13 ottobre 1985 4ª giornata | Savoia          | 1 – 0 | Boys Caivanese | Stadio Alfredo Giraud\| Arbitro: \| Ganadu (Ozieri) \| |
| Arbitro:                                     | Ganadu (Ozieri) |       |                |                                                        |

| Battipaglia 20 ottobre 1985 5ª giornata | Battipagliese  | 4 – 1 | Savoia | Stadio Sant'Anna\| Arbitro: \| Cirotti (Roma) \| |
| Arbitro:                                | Cirotti (Roma) |       |        |                                                  |

| Torre Annunziata 27 ottobre 1985 6ª giornata | Savoia            | 2 – 1 | Acerrana | Stadio Alfredo Giraud\| Arbitro: \| Rondini (Perugia) \| |
| Arbitro:                                     | Rondini (Perugia) |       |          |                                                          |

| Giugliano in Campania 3 novembre 1985 7ª giornata | Giugliano      | 0 – 0 | Savoia | Stadio Alberto De Cristofaro\| Arbitro: \| Natilla (Bari) \| |
| Arbitro:                                          | Natilla (Bari) |       |        |                                                              |

| Torre Annunziata 10 novembre 1985 8ª giornata | Savoia             | 2 – 0 | Vibonese | Stadio Alfredo Giraud\| Arbitro: \| Dionisi (L'Aquila) \| |
| Arbitro:                                      | Dionisi (L'Aquila) |       |          |                                                           |

| Torre Annunziata 17 novembre 1985 9ª giornata | Savoia         | 1 – 1 | Sarnese | Stadio Alfredo Giraud\| Arbitro: \| Cavanna (Roma) \| |
| Arbitro:                                      | Cavanna (Roma) |       |         |                                                       |

| Gragnano 24 novembre 1985 10ª giornata | Gragnano       | 2 – 0 | Savoia | \| Arbitro: \| Florio (Vasto) \| |
| Arbitro:                               | Florio (Vasto) |       |        |                                  |

| Torre Annunziata 1º dicembre 1985 11ª giornata | Savoia              | 1 – 2 | Rifo Sud Vallo Diano | Stadio Alfredo Giraud\| Arbitro: \| Scalcelli (Cosenza) \| |
| Arbitro:                                       | Scalcelli (Cosenza) |       |                      |                                                            |

| Solofra 8 dicembre 1985 12ª giornata | Solofra      | 2 – 1 | Savoia | \| Arbitro: \| Giove (Bari) \| |
| Arbitro:                             | Giove (Bari) |       |        |                                |

| Torre Annunziata 15 dicembre 1985 13ª giornata | Savoia              | 1 – 0 | Palmese | Stadio Alfredo Giraud\| Arbitro: \| Albanese (Brindisi) \| |
| Arbitro:                                       | Albanese (Brindisi) |       |         |                                                            |

| Lamezia Terme 22 dicembre 1985 14ª giornata | Sambiase         | 2 – 0 | Savoia | \| Arbitro: \| Griffo (Palermo) \| |
| Arbitro:                                    | Griffo (Palermo) |       |        |                                    |

| Torre Annunziata 5 gennaio 1986 15ª giornata | Savoia            | 1 – 0 | Paolana | Stadio Alfredo Giraud\| Arbitro: \| Marano (Acireale) \| |
| Arbitro:                                     | Marano (Acireale) |       |         |                                                          |

#### Girone di ritorno
| Torre Annunziata 12 gennaio 1986 16ª giornata | Savoia         | 2 – 1 | Siderno | Stadio Alfredo Giraud\| Arbitro: \| Pala (Alghero) \| |
| Arbitro:                                      | Pala (Alghero) |       |         |                                                       |

| Pomigliano d'Arco 19 gennaio 1986 17ª giornata | Pomigliano           | 1 – 0 | Savoia | \| Arbitro: \| Catania (Barcellona) \| |
| Arbitro:                                       | Catania (Barcellona) |       |        |                                        |

| Torre Annunziata 26 gennaio 1986 18ª giornata | Savoia             | 1 – 1 | Vigor Lamezia | Stadio Alfredo Giraud\| Arbitro: \| Salerno (Acireale) \| |
| Arbitro:                                      | Salerno (Acireale) |       |               |                                                           |

| Caivano 2 febbraio 1986 19ª giornata | Boys Caivanese     | 1 – 1 | Savoia | Stadio Ernesto Faraone\| Arbitro: \| Santoro (Brindisi) \| |
| Arbitro:                             | Santoro (Brindisi) |       |        |                                                            |

| Torre Annunziata 9 febbraio 1986 20ª giornata | Savoia             | 0 – 0 | Battipagliese | Stadio Alfredo Giraud\| Arbitro: \| Malagutti (Rimini) \| |
| Arbitro:                                      | Malagutti (Rimini) |       |               |                                                           |

| Acerra 16 febbraio 1986 21ª giornata | Acerrana      | 0 – 0 | Savoia | Stadio Comunale\| Arbitro: \| Rosica (Roma) \| |
| Arbitro:                             | Rosica (Roma) |       |        |                                                |

| Torre Annunziata 23 febbraio 1986 22ª giornata | Savoia             | 2 – 1 | Giugliano | Stadio Alfredo Giraud\| Arbitro: \| Raimondo (Taranto) \| |
| Arbitro:                                       | Raimondo (Taranto) |       |           |                                                           |

| Vibo Valentia 2 marzo 1986 23ª giornata | Vibonese          | 2 – 1 | Savoia | Stadio Luigi Razza\| Arbitro: \| Villasanta (Roma) \| |
| Arbitro:                                | Villasanta (Roma) |       |        |                                                       |

| Sarno 9 marzo 1986 24ª giornata | Sarnese           | 2 – 1 | Savoia | Stadio Felice Squitieri\| Arbitro: \| Puglisi (Messina) \| |
| Arbitro:                        | Puglisi (Messina) |       |        |                                                            |

| Torre Annunziata 16 marzo 1986 25ª giornata | Savoia                  | 1 – 1 | Gragnano | Stadio Alfredo Giraud\| Arbitro: \| Testoni (Civitavecchia) \| |
| Arbitro:                                    | Testoni (Civitavecchia) |       |          |                                                                |

| Cava de' Tirreni 6 aprile 1986 26ª giornata Campo neutro | Rifo Sud Vallo Diano | 1 – 0 | Savoia | Stadio Simonetta Lamberti\| Arbitro: \| Mangherini (Brescia) \| |
| Arbitro:                                                 | Mangherini (Brescia) |       |        |                                                                 |

| Torre Annunziata 13 aprile 1986 27ª giornata | Savoia             | 3 – 1 | Solofra | Stadio Alfredo Giraud\| Arbitro: \| Grimaldi (Catania) \| |
| Arbitro:                                     | Grimaldi (Catania) |       |         |                                                           |

| Palmi 20 aprile 1986 28ª giornata | Palmese                | 0 – 0 | Savoia | Stadio Giuseppe Lopresti\| Arbitro: \| Pasquariello (Potenza) \| |
| Arbitro:                          | Pasquariello (Potenza) |       |        |                                                                  |

| Torre Annunziata 27 aprile 1986 29ª giornata | Savoia          | 0 – 1 | Sambiase | Stadio Alfredo Giraud\| Arbitro: \| Ganadu (Ozieri) \| |
| Arbitro:                                     | Ganadu (Ozieri) |       |          |                                                        |

| Paola 4 maggio 1986 30ª giornata | Paolana          | 1 – 0 | Savoia | \| Arbitro: \| Morello (Ragusa) \| |
| Arbitro:                         | Morello (Ragusa) |       |        |                                    |

### Coppa Italia Dilettanti
| Torre Annunziata 1º settembre 1985, ore CEST Primo turno - andata | Savoia | 0 – 1 | Sarnese | Stadio Alfredo Giraud |

| Sarno 8 settembre 1985, ore CEST Primo turno - ritorno | Sarnese | 1 – 0 | Savoia | Stadio Felice Squitieri |